# Nouzový stav
Nouzový stav je krizový stav, který se vyhlašuje při vzniku živelních pohrom, ekologických nebo průmyslových havárií, nehod, pandemií nebo jiného nebezpečí, které ve značném rozsahu ohrožují životy, zdraví nebo majetkové hodnoty anebo vnitřní pořádek a bezpečnost, zejména pokud nelze vzniklý krizový stav překonat v rámci nižšího stupně krizového stavu (např. stavu nebezpečí). Jako specifický stupeň krizového stavu je definován v právu České republiky a Slovenské republiky. V jiných zemích mohou být krizové stavy odstupňovány jinak a tento stupeň může splývat s jinými stupni, které odpovídají též výjimečnému stavu. 

## Česko
V České republice nouzový stav vyhlašuje vláda nebo předseda vlády na základě ústavního zákona č. 110/1998 Sb., o bezpečnosti České republiky. Přitom může omezit práva osob. Konkrétní práva osob, která lze takto omezit, jsou vymezena v § 5 zákona č. 240/2000 Sb., o krizovém řízení a o změně některých zákonů (krizový zákon). Předstupněm nouzového stavu obvykle bývá stav nebezpečí, který může vyhlásit hejtman kraje nebo primátor hlavního města. Nouzový stav může být vyhlášen buď pro celé území státu, nebo pro vymezené území (např. vyjmenované kraje nebo správní obvody obcí s rozšířenou působností). Bez souhlasu Poslanecké sněmovny může být vyhlášen nejvýše na 30 dnů.

## Slovensko
Ve Slovenské republice nouzový stav vyhlašuje vláda podle čl. 5 ústavního zákona č. 227/2002 Z. z., o bezpečnosti státu v čase války, válečného stavu, výjimečného stavu a nouzového stavu. Podmínkou vyhlášení je, že došlo (nebo bezprostředně hrozí, že dojde) k ohrožení života a zdraví osob (a to i v příčinné souvislosti se vznikem pandemie), životního prostředí nebo značných majetkových hodnot v důsledku živelní pohromy, katastrofy, průmyslové, dopravní nebo jiné provozní havárie. Nouzový stav je možno vyhlásit na postiženém nebo bezprostředně ohroženém území. Zákon vyjmenovává, jaká omezení práv, uložení povinností nebo regulační opatření může vláda v rámci vyhlášení nouzového stavu vyhlásit. V době nouzového stavu může prezident na návrh vlády nařídit výkon mimořádné služby vojákům a povolat k výkonu mimořádné služby vojáky v záloze.

## Německo
V Německu se nouzové stavy vyhlašují speciálními zákony (Notstandsgesetze, Notstandsrecht), tedy názvem tyto stavy odpovídají českému nebo slovenskému nouzovému stavu, právní formou však odpovídají českému a slovenskému výjimečnému stavu. 

## Rakousko
V Rakousku upravuje mimořádná opatření spolková ústava. Pokud je nutné okamžité přijetí opatření, která vyžadují rozhodnutí Národní rady, aby se zabránilo zřejmým, nenapravitelným škodám široké veřejnosti v době, kdy není Národní rada shromážděna a nemůže se včas sejít, může federální prezident na návrh spolkové vlády přijmout tato opatření prostřednictvím prozatímních legislativních předpisů. Spolková vláda musí předložit svůj návrh po dohodě se stálým podvýborem, který bude zřízen hlavním výborem Národní rady. Federální vláda musí neprodleně předložit jakékoli nařízení vydané tímto způsobem Národní radě, kterou musí federální prezident svolat do osmi dnů. Do čtyř týdnů od podání Národní rada také schválit odpovídající federální zákon místo nařízení nebo usnesením požádat federální vládu, aby nařízení okamžitě zrušila. V druhém případě musí federální vláda na tuto žádost okamžitě reagovat. Předpisy učiněné výše uvedeným způsobem nesmí obsahovat změnu federálních ústavních ustanovení, trvalé finanční zatížení federální vlády, federálních států nebo obcí, finanční závazky občanů, prodej státního majetku ani opatření týkající se pracovního práva, sociálního a smluvního pojištění, pracovních komor a zaměstnanců, práva sdružování. 
Obdobně může vláda některé ze spolkových zemí po dohodě s výborem zemského parlamentu přijmout prozatímní opatření, která nahradí ústavní rozhodnutí zemského parlamentu. Zemská vláda o tom musí okamžitě informovat federální vládu. Jakmile je odstraněna překážka setkání zemského parlamentu, musí být svolán. 
V některých případech může opatření k odvrácení bezprostředního nebezpečí vydat zemský hejtman. 